# Ermita de San Eugenio
La ermita de San Eugenio fue un templo católico de estilo mudéjar de la ciudad española de Toledo, actualmente desacralizado.

## Historia

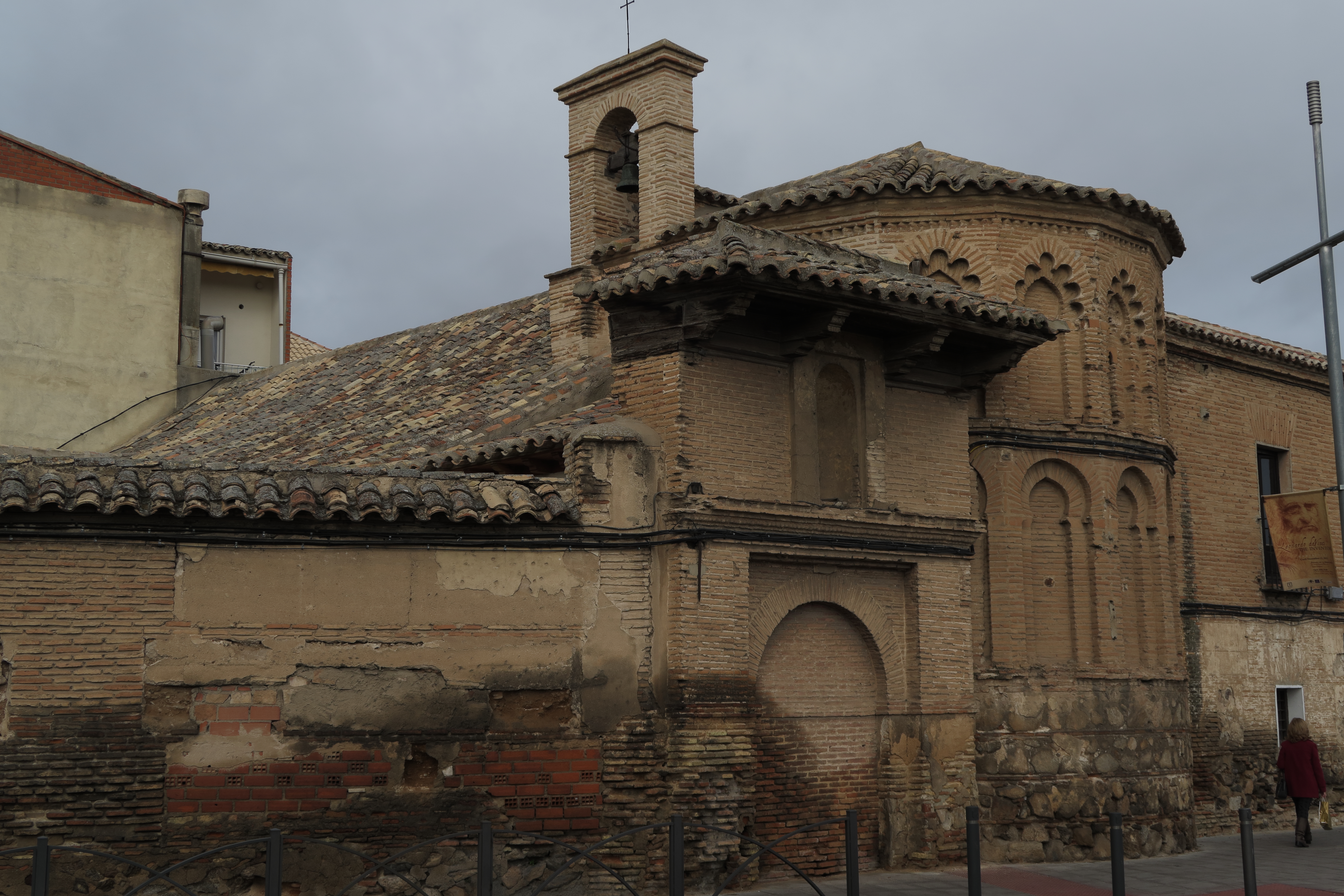
Ermita

Ubicada en Toledo, fue erigida hacia el 1156 por Alfonso VII, rey de León y de Castilla, en el lugar en el que descansaron de forma provisional antes de entrar en Toledo parte de las reliquias de San Eugenio, Eugenio de Toledo, primer arzobispo de Toledo, que el rey Alfonso trajo de Francia por intercesión ante el rey de Francia Luis VII. Cuatrocientos años después Felipe II en 1565 consiguió llevar a Toledo el resto del cuerpo de San Eugenio. 
Tiene una nave única con un ábside en el lado este, de la original estructura mudéjar solo persiste el ábside, en tres cuerpos de mampostería y ladrillo de era, con un típico zócalo de mampostería y arquería ciega de ladrillo. Ha sufrido muchas reformas añadidas, ampliación en 1569 para casa del capellán y el santero, hacia el 1600 se construye de atrio de columnas poligonales, y los accesos. Se ha dedicado a diversos usos comerciales y de almacén.
Tras su restauración de 1992 fue declarada Bien de Interés Cultural.